# Johann Georg Fischer (Baumeister)
Johann Georg Fischer (* 21. Januar 1673 in Oberdorf im Allgäu; † 24. April 1747 in Füssen) war zugleich Steinmetz und Baumeister. Lange stand er im Schatten seines berühmten Onkels Johann Jakob Herkomer (1652–1717), als dessen Palier er zunächst arbeitete. Mit Herkomers maßvollem, zugleich universell einsetzbarem Formenkanon erwarb er die Möglichkeit, mit geringem Aufwand größtmögliche Wirkung zu erzielen. Die Praktikabilität des Systems bewirkte schließlich auch seine weite Verbreitung in Schwaben und Tirol durch die sogenannte Füssener Schule.

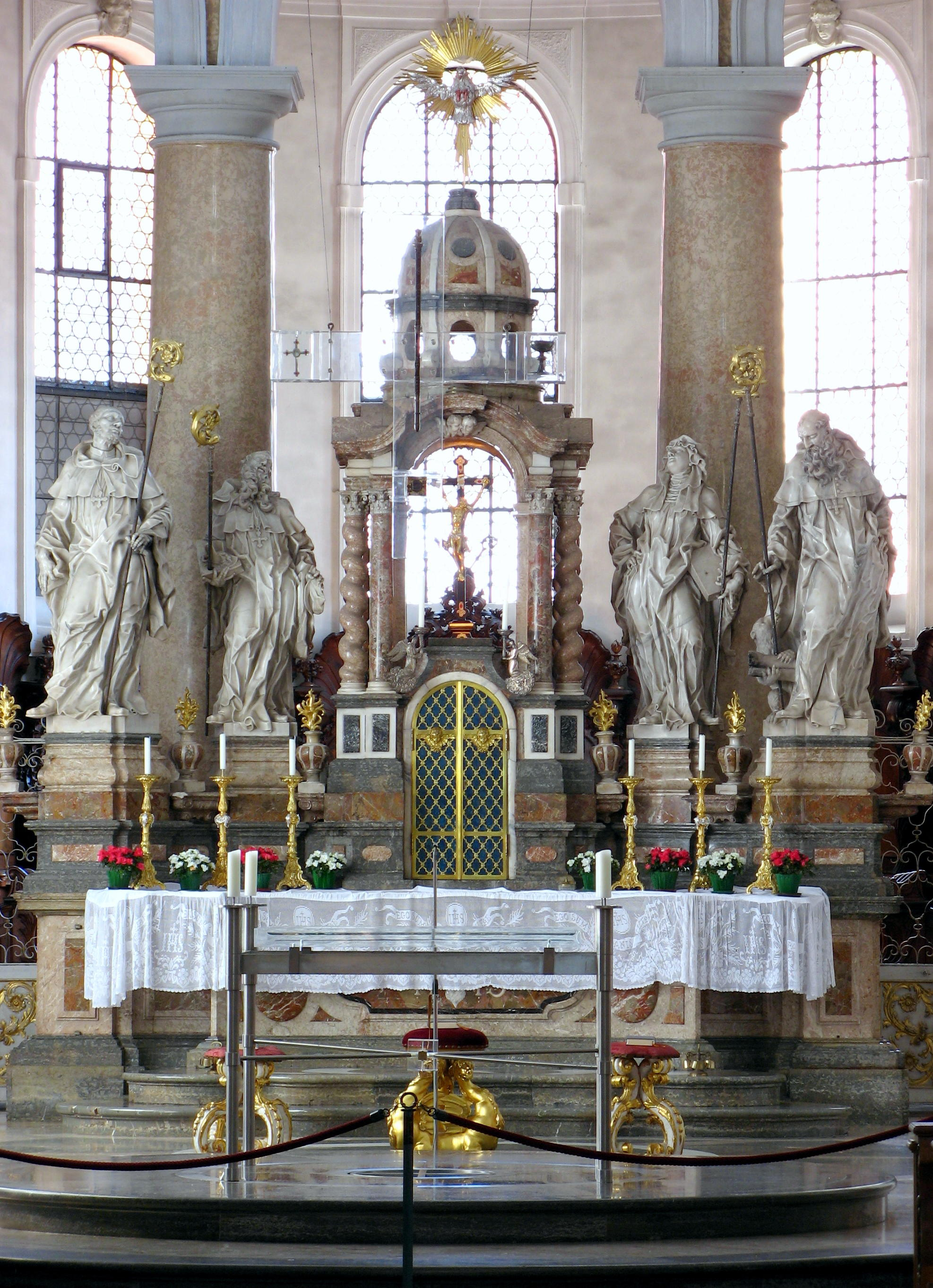
Choraltar in St. Mang in Füssen

Fischers Sohn Franz Karl trat beruflich in die Fußstapfen seines Vaters, ebenso wie dessen Palier Franz Xaver Kleinhans. Marktoberdorf erinnert mit der Georg-Fischer-Straße und dem Johann-Georg-Fischer-Kunstpreis an den Sohn der Stadt. In Kißlegg gibt es einen Johann-Georg-Fischer-Weg.

## Leben

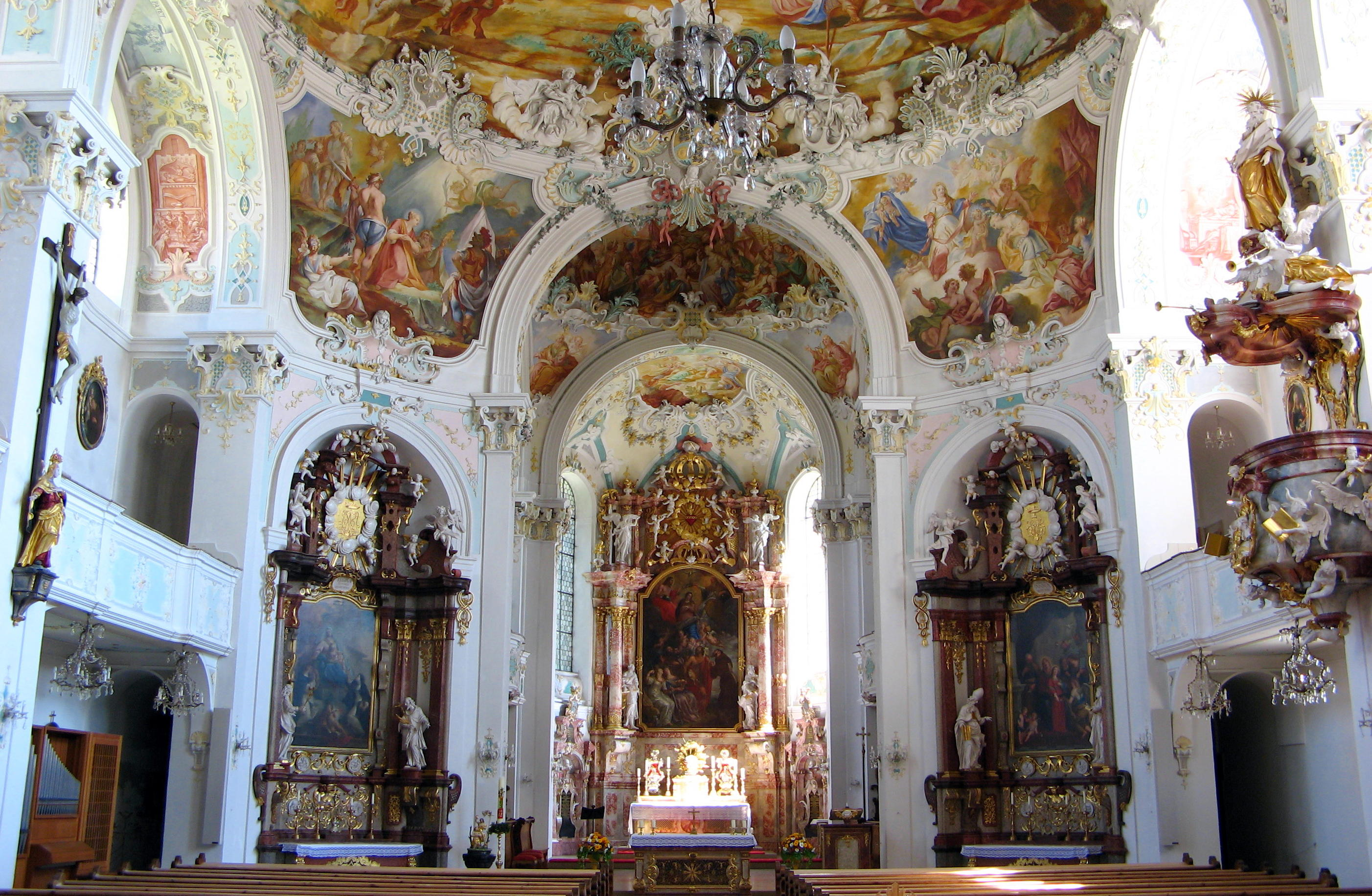
Innenraum der Kirche in Wolfegg

Johann Georg Fischer war ein Sohn des Bäckermeisters Georg Fischer und seiner Ehefrau Regina, der älteren Schwester (* 1639) des Malers und Architekten Johann Jakob Herkomer. Schon 1679 verlor Johann Georg den Vater. Als sein Onkel 1685 aus Italien zurückkehrte, adoptierte dieser quasi den Neffen und kümmerte sich ganz nach seiner eigenen Intention um die fachliche Ausbildung des Buben. Einer Steinmetzlehre bei Johann Seidenmann in Rieden am Forggensee (wohl von etwa 1686 bis 1690) folgte eine verkürzte zweite Lehre von 1693 bis 1695 bei Augustin Stickel aus Weibletshofen, dem beriehmten Maurermeister der Pfleg Oberdorf, genannt Hillenthaler.
Ab 1701 arbeitete Fischer als Steinmetz und Palier seines Onkels Johann Jakob Herkomer am Neubau des Füssener Klosters St. Mang. Ende 1706 kaufte er ein Haus in der Füssener Reichenstraße, 1707 heiratete er die Füssener Bäckerstochter Euphrosinia Stadler. 1710 wurde er zum Vorgesetzten des Füssener Maurerhandwerks gewählt, ab 1741 schuf die Dillinger Hofkammer für ihn das Amt eines hochstiftischen Landschaftsbaumeisters.
Erst nach Herkomers Tod im Jahr 1717 konnte Fischer auch mit eigenen architektonischen Ideen und Arbeiten auftreten. In Innsbruck musste er für den Neubau von St. Jakob zwar die bereits vorhandenen Fundamente übernehmen, änderte jedoch die Pläne entscheidend ab. Sein Bau wurde richtungsweisend für die Tiroler Barockarchitektur.
Nach dem Tod seiner ersten Frau schloss Fischer 1744 im Alter von 71 Jahren eine zweite Ehe mit Maria Viktoria Berchtold aus Schongau. Zunehmend von der Gicht geplagt, starb er am 26. April 1747.

## Werk

### Steinmetz

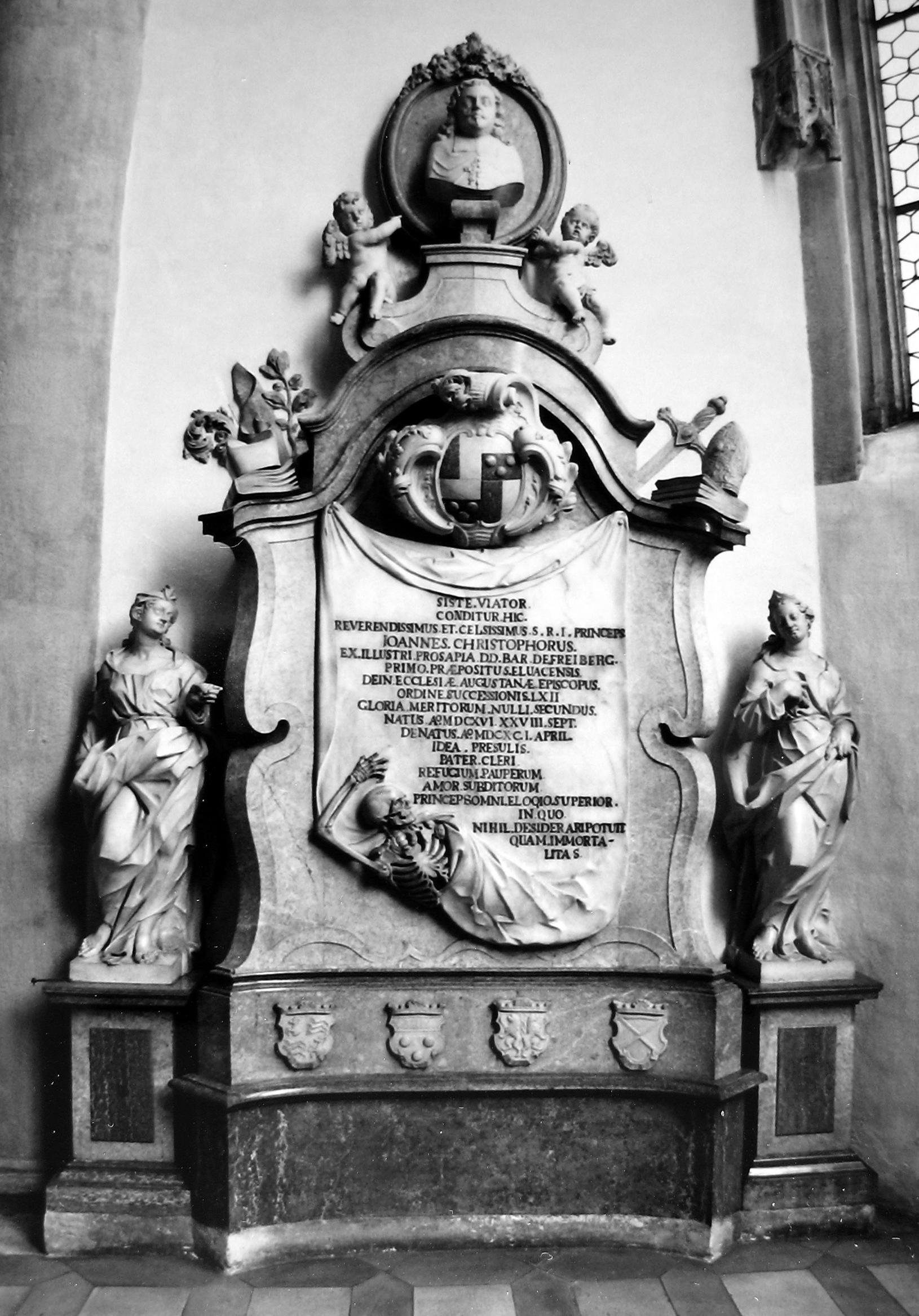
Epitaph für Bischof Johann Christoph von Freyberg

Fischers Ausbildung als Steinmetz und seine umfangreichen und teils hervorragenden Steinmetzarbeiten sind bislang in der Literatur nie im Zusammenhang und insgesamt nur unzulänglich dargestellt worden. Dabei hat sich der Baumeister bis an sein Lebensende stets auch als Steinmetz betätigt. Allerdings musste er dabei in aller Regel fremde Entwürfe umsetzen.

### Palier
Als Palier seines Onkels leitete Johann Georg Fischer fast alle Bauprojekte Herkomers, ab 1701 insbesondere die Bauarbeiten für das Füssener Kloster St. Mang. Auch in Innsbruck war er für St. Jakob zunächst als Palier vorgesehen, ehe er mit seinen eigenen Plänen als Baumeister zum Zuge kam.

### Baumeister

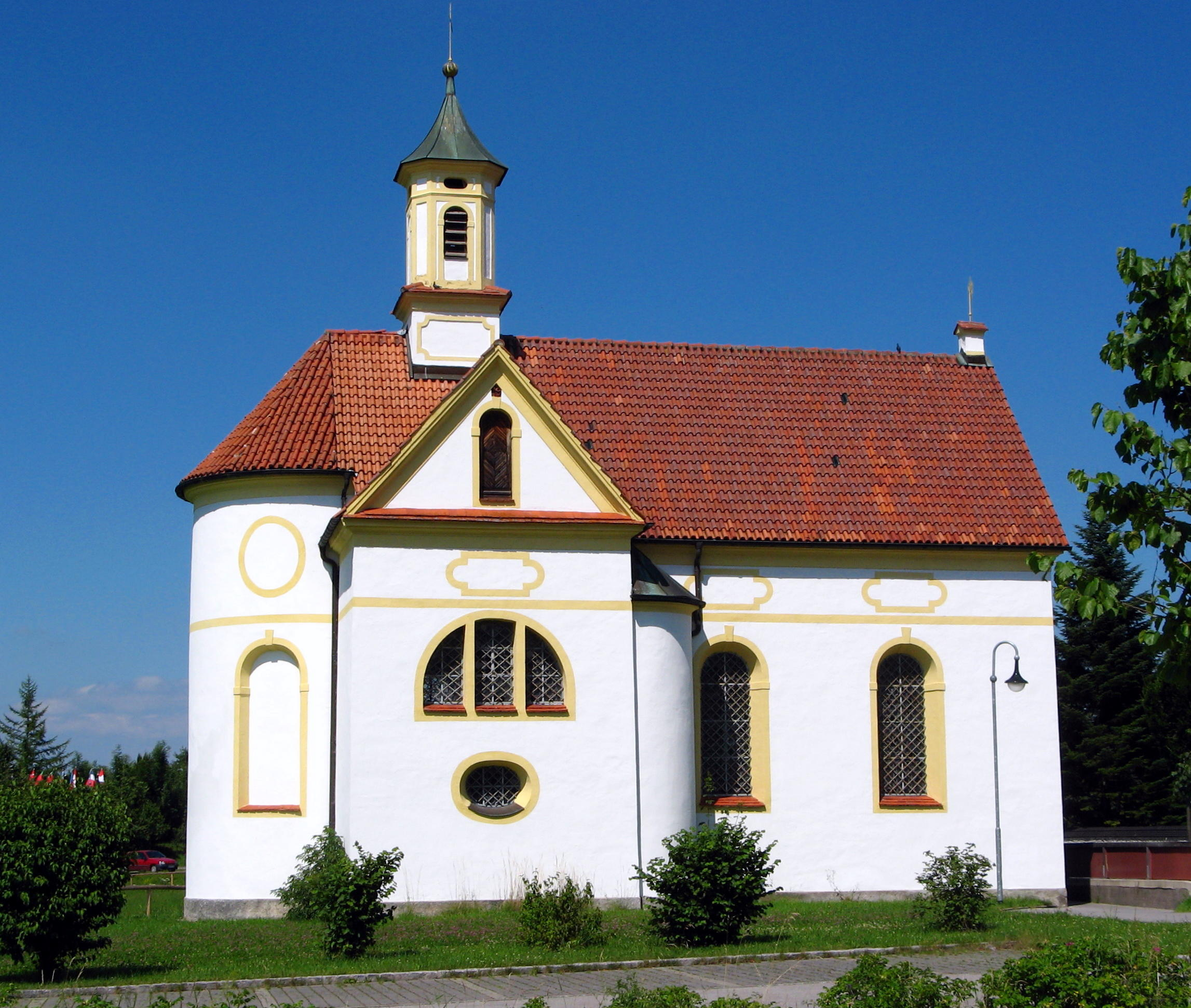
Die Feldkirche in Füssen mit Thermenfenster

Erst nach dem Tod Herkomers, also ab 1717, wird Fischer auch mit eigenen architektonischen Arbeiten fassbar. Die Grundlagen des Maurerhandwerks hatte er, im Gegensatz zu seinem Onkel, bei einem gediegenen einheimischen Meister erlernt. Weitere Kenntnisse konnte er sich wohl bei zwei Italienaufenthalten zusammen mit seinem Onkel aneignen – vom Sommer 1695 bis Ende 1697 und noch einmal 1698. Vor allem profitierte er aber von der fast 17 Jahre währenden intensiven Zusammenarbeit mit Herkomer. Als Baumeister der Periode zwischen den kraftvollen Erneuerern (wie z. B. Herkomer) und den schöpferischen Vollendern (wie z. B. Dominikus Zimmermann) blieb Fischer bisher größerer Ruhm versagt. Fast singulär ist die Tatsache, dass sein erster selbstständiger Bau zugleich sein bedeutendster wurde.

## Werkverzeichnis
Steinmetzarbeiten
(archivalisch belegt)
- 1690/1691 Steinplattenboden im Schloss Dillingen an der Donau
- ab 1701 Steinmetzarbeiten für das Kloster St. Mang in Füssen
- ab 1717 Marmorhochaltar für die heutige Stadtpfarrkirche St. Mang in Füssen[5]
- 1719  Mariensäule vor dem Schloss Wolfegg
- 1719 Angebot an das Kloster Weingarten
- 1723 Zwei Marmorkamine für das Neue Schloss Kißlegg
- 1732 „Welscher Marmorkamin“ nach München
- 1746 Kaution für die gute Ausführung des marmornen Choraltars für den Dom zu Eichstätt[6]

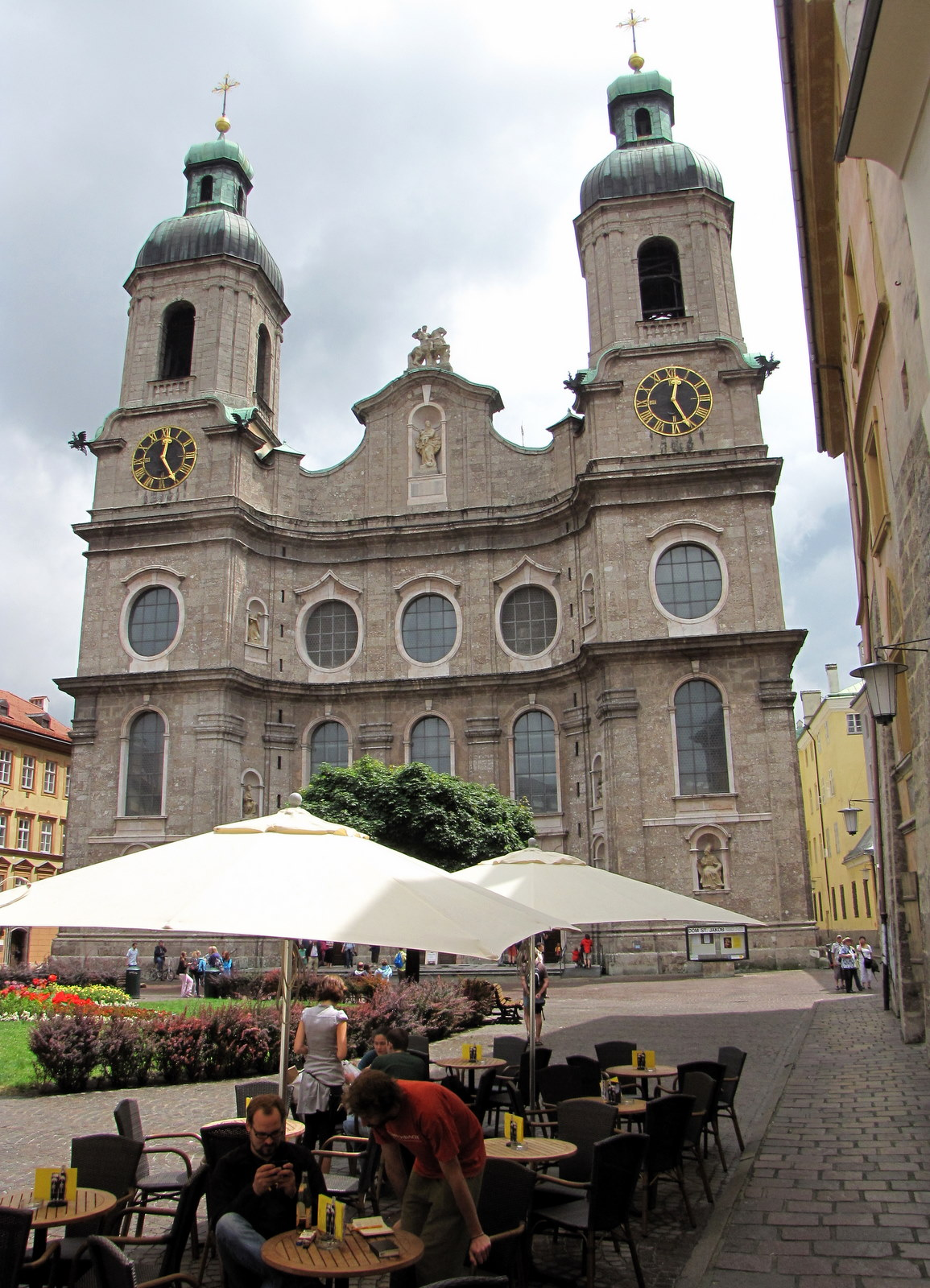
Fassade des Domes in Innsbruck

Bei den nachfolgend aufgeführten Steinmetzarbeiten hat Johann Georg Fischer mit an Sicherheit grenzender Wahrscheinlichkeit maßgeblich mitgearbeitet:
- 1706 Marmorarbeiten in der Schutzengelkapelle der Basilika St. Lorenz in Kempten
- 1711 Marmoraltar für die Abtskapelle im Füssener Kloster St. Mang
- ab 1712 Marmorarbeiten in der Magnuskapelle der heutigen Stadtpfarrkirche St. Mang in Füssen
- 1713/1714 Marmorepitaph für Bischof Johann Christoph von Freyberg in der Wolfgangkapelle des Augsburger Doms[7]
- 1714 Großes marmornes Abteiwappen für Kloster Ottobeuren
- 1717 Grabplatte für Johann Jakob Herkomer in der Kapelle Mariä Sieben Schmerzen in Sameister
- ab 1723 Querhausaltäre in der heutigen Stadtpfarrkirche St. Mang in Füssen
- bis 1735 Marmorkapelle in der heutigen Stadtpfarrkirche St. Mang in Füssen

Wichtigste architektonische Werke

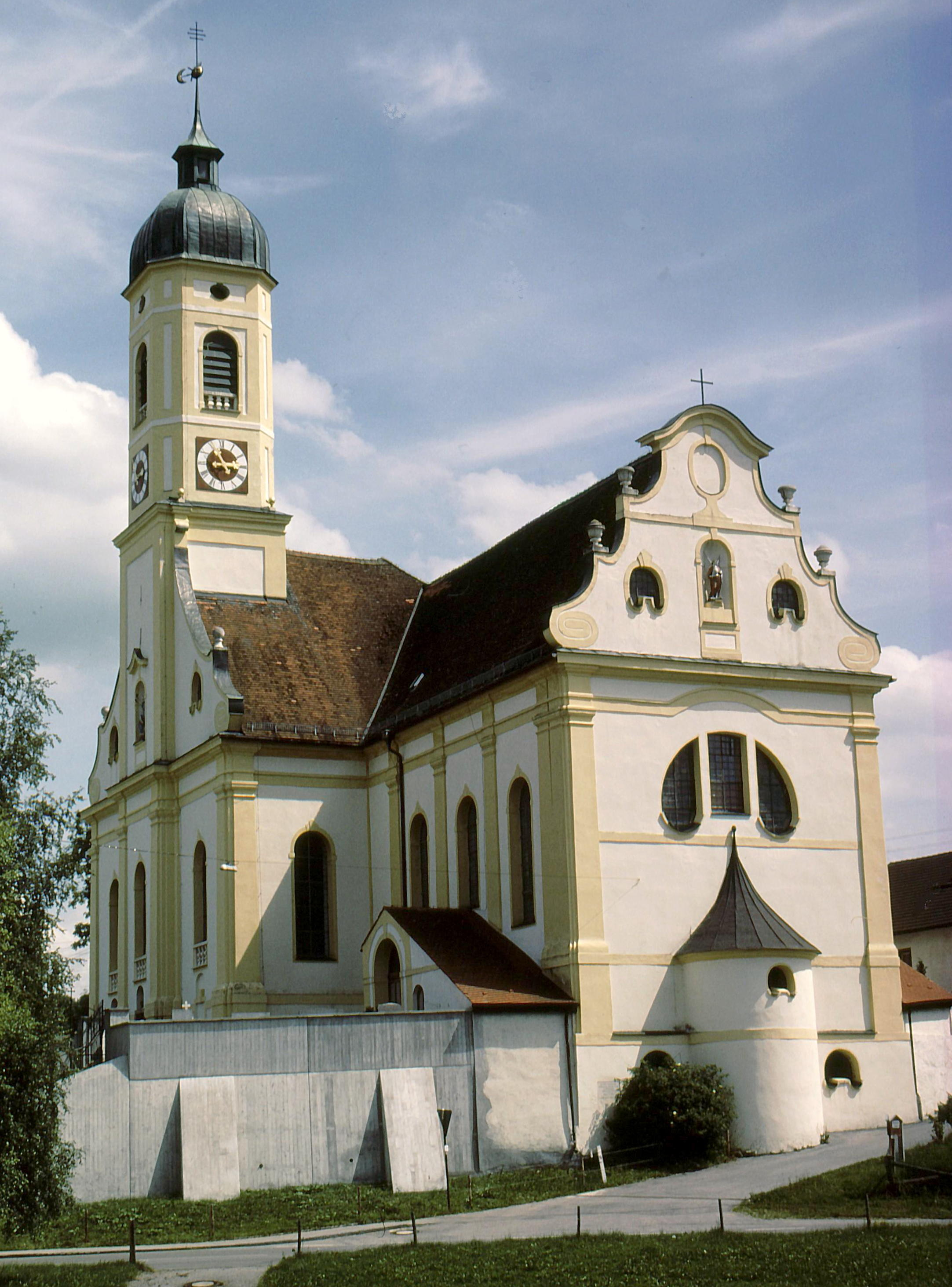
Kirche in Bertoldshofen

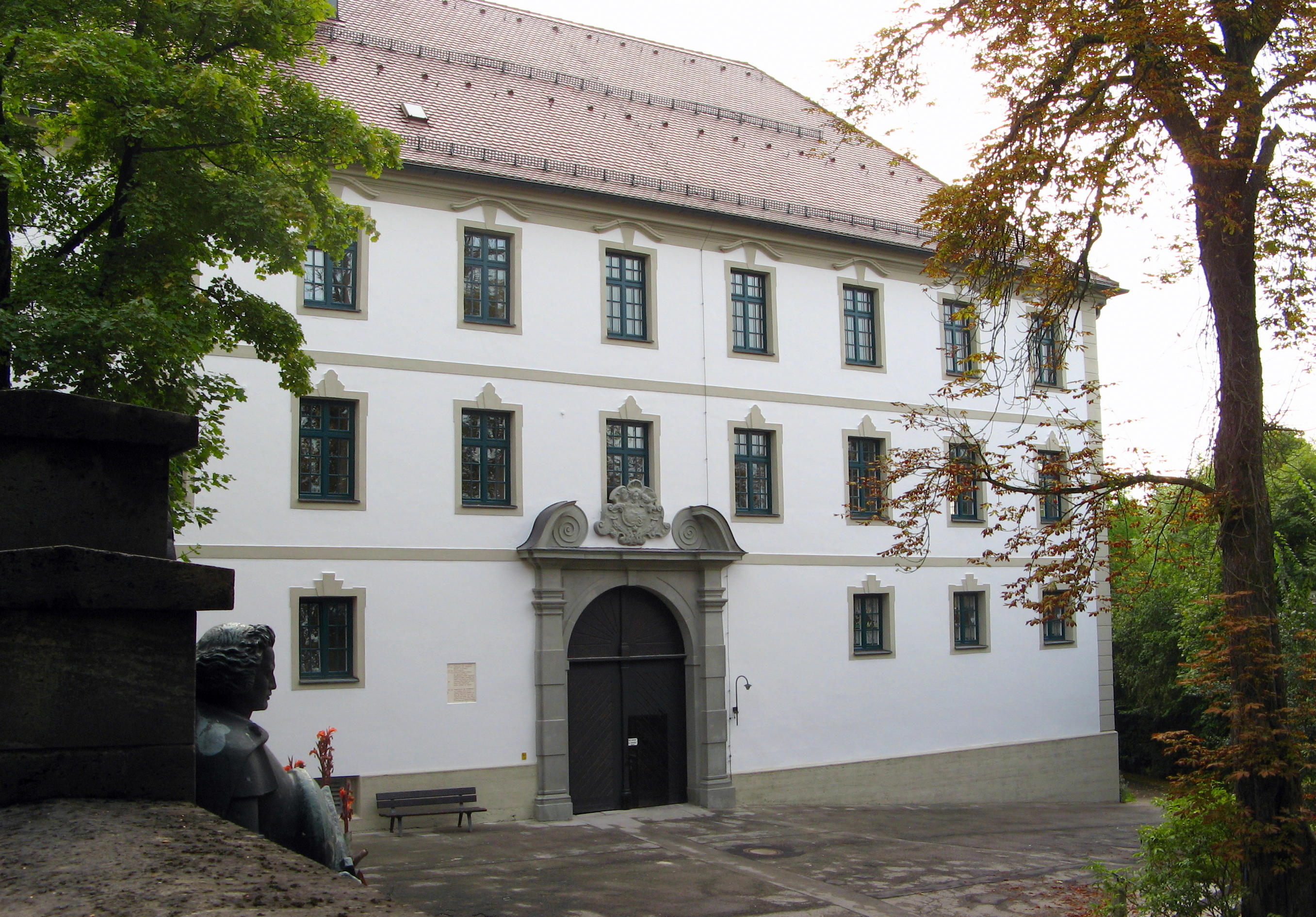
Westflügel des Schlosses in Marktoberdorf

Die Bauten sind nach dem Jahr des Baubeginns geordnet
- 1717 Stadtpfarrkirche St. Jakob in Innsbruck (jetzt Dom)
- 1718 Gottesackerkapelle St. Anna in Kißlegg
- 1721 Pfarrkirche St. Nikolaus in Bernbeuren
- 1721 Friedhofskirche St. Sebastian in Füssen
- 1721 Neues Waldburg-Zeil’sches Schloss in Kißlegg
- 1722 Fürstbischöfliches Schloss in Marktoberdorf
- 1724 Feldkirche St. Ulrich und Afra in Füssen
- 1724 Totenkapelle in Breitenwang (Tirol)
- 1725 Pfarrkirche St. Ulrich in Unterpinswang (Tirol)
- 1728 Wallfahrtskirche St. Michael in Bertoldshofen
- 1728 Wallfahrtskirche St. Ulrich in Steingaden
- 1729 Heilig-Grab-Kapelle in Bidingen-Weiler
- 1729 Stadtpfarrkirche zur Göttlichen Mutter in Buchloe (Umbau)
- 1729/31 Pfarrhaus in Rückholz
- 1732 Pfarrkirche St. Martin in Marktoberdorf
- 1732 Pfarrkirche St. Oswald in Leitershofen
- 1732 Turm der Filialkirche St. Nikolaus in Helmishofen
- 1733 Stifts- und Schlosskirche St. Katharina und Franziskus in Wolfegg (jetzt Pfarrkirche)
- 1734 Pfarrkirche St. Gallus und Ulrich in Kißlegg
- 1736 Klosterkirche Mariä Himmelfahrt des Franziskanerinnenklosters Dillingen an der Donau
- 1739 Pfarrkirche St. Pankratius in Sulzschneid

Die aufgeführten Werke sind größtenteils archivalisch belegt. Nur zum geringen Teil handelt es sich um Zuschreibungen. Daneben plante und schuf Johann Georg Fischer auch zahlreiche Kapellen, Pfarrhöfe und kleinere Profanbauten.